# Go Ahead Eagles 2015-2016

## Rosa
| N. |                        | Ruolo | Calciatore         |
| -- | ---------------------- | ----- | ------------------ |
| 1  | Paesi Bassi (bandiera) | P     | Erik Cummins       |
| 2  | Paesi Bassi (bandiera) | C     | Lars Lambooij      |
| 3  | Paesi Bassi (bandiera) | D     | Bart Vriends       |
| 4  | Paesi Bassi (bandiera) | D     | Xandro Schenk      |
| 5  | Paesi Bassi (bandiera) | D     | Kenny Teijsse      |
| 6  | Paesi Bassi (bandiera) | C     | Sander Duits       |
| 7  | Paesi Bassi (bandiera) | C     | Elvio van Overbeek |
| 8  | Paesi Bassi (bandiera) | C     | Deniz Türüç        |
| 9  | Paesi Bassi (bandiera) | A     | Alex Schalk        |
| 10 | Paesi Bassi (bandiera) | C     | Jeffrey Rijsdijk   |
| 11 | Paesi Bassi (bandiera) | C     | Randy Wolters      |

| N. |                        | Ruolo | Calciatore         |
| -- | ---------------------- | ----- | ------------------ |
| 12 | Paesi Bassi (bandiera) | A     | Jerry van Ewijk    |
| 14 | Paesi Bassi (bandiera) | C     | Mo Hamdaoui        |
| 15 | Paesi Bassi (bandiera) | D     | Sven Nieuwpoort    |
| 16 | Paesi Bassi (bandiera) | P     | Maurits Schmitz    |
| 17 | Paesi Bassi (bandiera) | C     | Dario Tanda        |
| 18 | Paesi Bassi (bandiera) | C     | Orhan Džepar       |
| 19 | Paesi Bassi (bandiera) | D     | Robin van der Meer |
| 20 | Paesi Bassi (bandiera) | A     | Teije ten Den      |
| 21 | Paesi Bassi (bandiera) | A     | Nick de Bondt      |
| 23 | Paesi Bassi (bandiera) | A     | Puck Postma        |
| 24 | Paesi Bassi (bandiera) | D     | Norichio Nieveld   |